# پر کنده
پر کنده (انگلیسی: Per Kinde; ۱۴ آوریل ۱۸۸۷ – ۱ ژوئیهٔ ۱۹۲۴) ورزشکار ورزش تیراندازی اهل سوئد بود.
وی در مسابقات کشوری و بین‌المللی در مجموع برندهٔ ۱ مدال برنز شده‌است.